# マット・ハイモヴィッツ
マット・ハイモヴィッツ（Matt Haimovitz, 1970年12月3日 - ）は、イスラエル出身のチェロ奏者。
バト・ヤムの生まれ。1974年にカリフォルニア州パロアルトに移住し、ガボール・レイトーにチェロを学んだ。9歳の時に開いた初リサイタルでイツァーク・パールマンの知己を得、パールマンの尽力でレナード・ローズの門下となった。13歳の時にはズビン・メータの指揮するイスラエル・フィルハーモニー管弦楽団と共演した。1988年にシカゴのラヴィニア音楽祭でジェームズ・レヴァインの指揮するシカゴ交響楽団と共演し、2000年までドイツ・グラモフォンと録音契約を結んだ。